# Широкий (Антрацитовский район)
Широкий (укр. Широкий) — посёлок, относится к Антрацитовскому району Луганской области Украины. Под контролем самопровозглашённой Луганской Народной Республики.

## География
Соседние населённые пункты: село Артёма и посёлок Вергулёвское на юго-западе, Уткино, Воскресеновка на западе, посёлок Селезнёвка и сёла Анновка на северо-западе, Баштевич на севере, Малая Юрьевка и Елизаветовка на северо-востоке, Никитовка на востоке, посёлок Штеровка и город Петровское на юго-востоке, посёлки Фёдоровка и Буткевич на юге.

## Население
Население по переписи 2001 года составляло 111 человек.

## Общие сведения
Почтовый индекс — 94640. Телефонный код — 6431. Занимает площадь 0,518 км². Код КОАТУУ — 4420384407.

## Местный совет
94640, Луганская обл., Антрацитовский р-н, с. Никитовка, ул. Центральная